# Adam Scott
Adam Scott (Santa Cruz, Califòrnia, 3 d'abril de 1973) és un actor de cinema estatunidenc. Segurament el seu paper més conegut és el de Ben Wyatt a la sèrie de la NBC Parks and Recreation. També apareix en pel·lícules com ara Step Brothers  i La vida secreta de Walter Mitty.

## Biografia
Adam Scott va néixer a Santa Cruz, Califòrnia. Els seus pares són dos mestres jubilats i és el menor de tres germans, Shannon i David. El 1993, es va graduar en la American Academy of Dramatic Arts de Los Angeles.
Va començar treballant originalment com a actor dramàtic, però la seva gran versatilitat el va anar portant a poc a poc cap al camí de la comèdia. Un dels seus primers papers al cinema va ser en la pel·lícula de terror, Hellraiser: Bloodline.
A mitjans de la dècada dels 90, va obtenir els seus primers treballs professionals, entre els quals els llargmetratges Frankie the Fly (1996), on va actuar al costat de Dennis Hopper i Daryl Hannah; Ronnie (2002), un thriller com a protagonista; Tota la veritat (2002), protagonitzada per Ashley Judd i Morgan Freeman; L'aviador (2004), de Martin Scorsese; o El matador (2005), amb Pierce Brosnan.
Entre els seus últims treballs estan les pel·lícules La mare del nuvi (2005), The Return (2006), Knocked Up (2007), August, Step Brothers (2008) o Leap Year (2010), i el thriller de terror Piranha 3-D (2010), Bacherolette (2012), A.C.O.D. (2013), La vida secreta de Walter Mitty (2013), entre d'altres.
En televisió ha participat en les sèries A dos metres sota terra, Urgències (E.R.), Murder One, NYPD Blue,Party of Five, Wasteland, CSI: Miami o Llei i ordre, entre d'altres. També ha interpretat a Palek en la sèrie Tell Me You Love Me, i a Henry Pollar en Party Down. Actualment encarna al personatge Ben Wyatt en Parks & Recreation.
En el teatre ha tingut papers en les produccions Uncle Bob, que es va presentar a Los Angeles, Nova York i Edimburg; Everett Beekin en el South Coast Repertory; Romeo i Julieta en el Festival de Shakespeare de Berkeley; Dealer’s Choice i Buffalo Hunters en el Mark Taper Forum; Beirut en el Gardner Stage; Water and Wine en el Met Theatre; i Bloody Poetry en el Globe Theatre.
Adam Scott viu a Hollywood, Califòrnia, amb la seva esposa, Naomi Sablan.

## Filmografia

### Cinema
| Any  | Títol                               | Paper                    | Notes                                    |
| ---- | ----------------------------------- | ------------------------ | ---------------------------------------- |
| 1994 | Cityscrapes: Los Angeles            | Joe                      |                                          |
| 1996 | Hellraiser: Bloodline               | Jacques                  |                                          |
| 1996 | The Last Days of Frankie the Fly    | Race Track Valet         |                                          |
| 1996 | Star Trek: First Contact            | Oficial                  |                                          |
| 1997 | Dinner and Driving                  | Larry                    |                                          |
| 1997 | Payback                             | Adam Stanfill            | Telefilm                                 |
| 1998 | Noia (Girl)                         | Scott                    |                                          |
| 1998 | The Lesser Evil                     | Young George             |                                          |
| 1998 | Hairshirt                           | Fan at Bar               |                                          |
| 1999 | Sagamore                            | Alex                     | Telefilm                                 |
| 1999 | Winding Roads                       | Brian Calhoun            | Telefilm                                 |
| 2001 | Date Squad                          | Fred                     | Curt                                     |
| 2001 | Seven and a Match                   | Peter                    |                                          |
| 2002 | Ronnie                              | Ronnie Schwann           |                                          |
| 2002 | High Crimes                         | Tinent Terrence Embry    |                                          |
| 2002 | Bleach                              | Fulton                   | Curt                                     |
| 2003 | Something More                      | Saul                     | Curt                                     |
| 2003 | Two Days                            | Stu                      |                                          |
| 2004 | Torque: Rodant al límit (Torque)    | Agent McPherson de l'FBI |                                          |
| 2004 | Off the Lip                         | David                    |                                          |
| 2004 | L'aviador                           | Johnny Meyer             |                                          |
| 2005 | El matador                          | Phil Garrison            |                                          |
| 2005 | La mare del nuvi (Monster-in-Law)   | Remy                     |                                          |
| 2006 | Art School Confidential             | Marvin Bushmiller        |                                          |
| 2006 | First Snow                          | Tom Morelane             |                                          |
| 2006 | Who Loves the Sun                   | Daniel Bloom             |                                          |
| 2006 | The Return                          | Kurt                     |                                          |
| 2007 | Knocked Up                          | Samuel - Infermera       |                                          |
| 2008 | The Great Buck Howard               | Alan Berkman             |                                          |
| 2008 | August                              | Joshua Sterling          |                                          |
| 2008 | Corporate Affairs                   | Jack Hightower           |                                          |
| 2008 | Germans per pebrots (Step Brothers) | Derek                    |                                          |
| 2008 | Lovely, Still                       | Mike Malone              |                                          |
| 2009 | The Vicious Kind                    | Caleb Sinclaire          | Premi Independent Spirit al millor actor |
| 2009 | Passenger Side                      | Michael                  | També productor executiu                 |
| 2010 | Operation: Endgame                  | Magic                    |                                          |
| 2010 | AIDS: We Did It!                    | Man                      | Curt                                     |
| 2010 | Havies de ser tu                    | Jeremy                   |                                          |
| 2010 | Piranha 3-D                         | Novak                    |                                          |
| 2011 | Fight for Your Right Revisited      | Taxista                  | Curt                                     |
| 2011 | The Terrys                          | Narrador                 | Curt                                     |
| 2011 | Our Idiot Brother                   | Jeremy                   |                                          |
| 2011 | Friends with Kids                   | Jason Fryman             |                                          |
| 2012 | Bachelorette                        | Clyde                    |                                          |
| 2012 | HJ Gloves                           | Home #2                  | Curt                                     |
| 2012 | See Girl Run                        | Jason                    |                                          |
| 2012 | A.C.O.D.                            | Carter                   | També productor executiu                 |
| 2012 | The Guilt Trip                      | Andrew Margolis, Jr.     |                                          |
| 2013 | La vida secreta de Walter Mitty     | Ted Hendricks            |                                          |
| 2014 | They Came Together                  | Enginyer de so           | Cameo                                    |
| 2015 | The Overnight                       | Alex                     | També productor executiu                 |
| 2015 | Sleeping with Other People          |                          |                                          |
| 2015 | Hot Tub Time Machine 2              | Adam Yates Jr.           |                                          |
| 2015 | Black Mass                          | Robert Fitzpatrick       |                                          |
| 2015 | Krampus                             |                          |                                          |
| 2017 | Little Evil                         |                          |                                          |
| 2017 | The Disaster Artist                 |                          |                                          |
| 2017 | Big Little Lies                     | Ed Mackenzie             | Sèrie de televisió                       |